# Weibezahlscher Hof

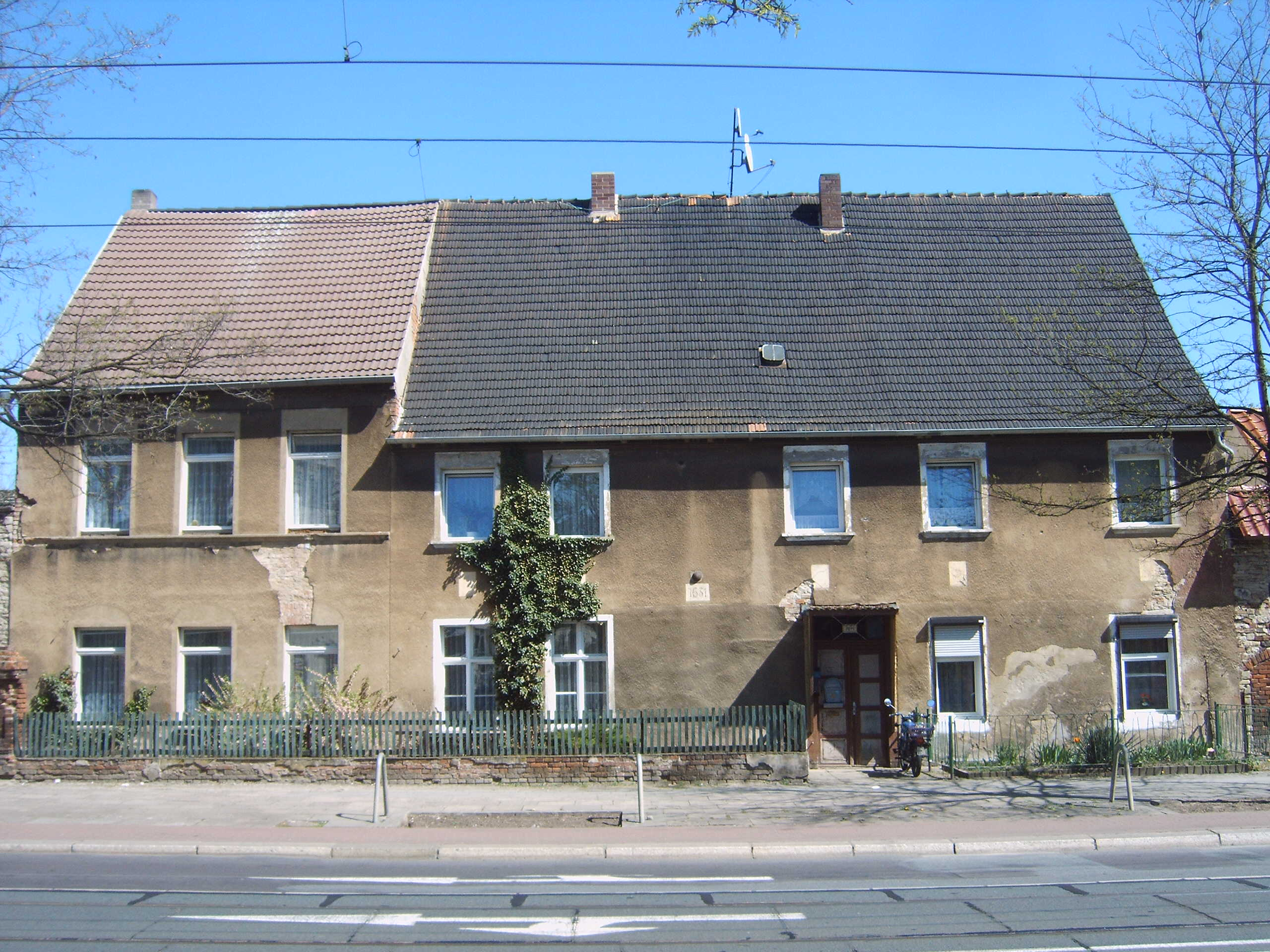
Wohnhaus des Weibezahlschen Hofes

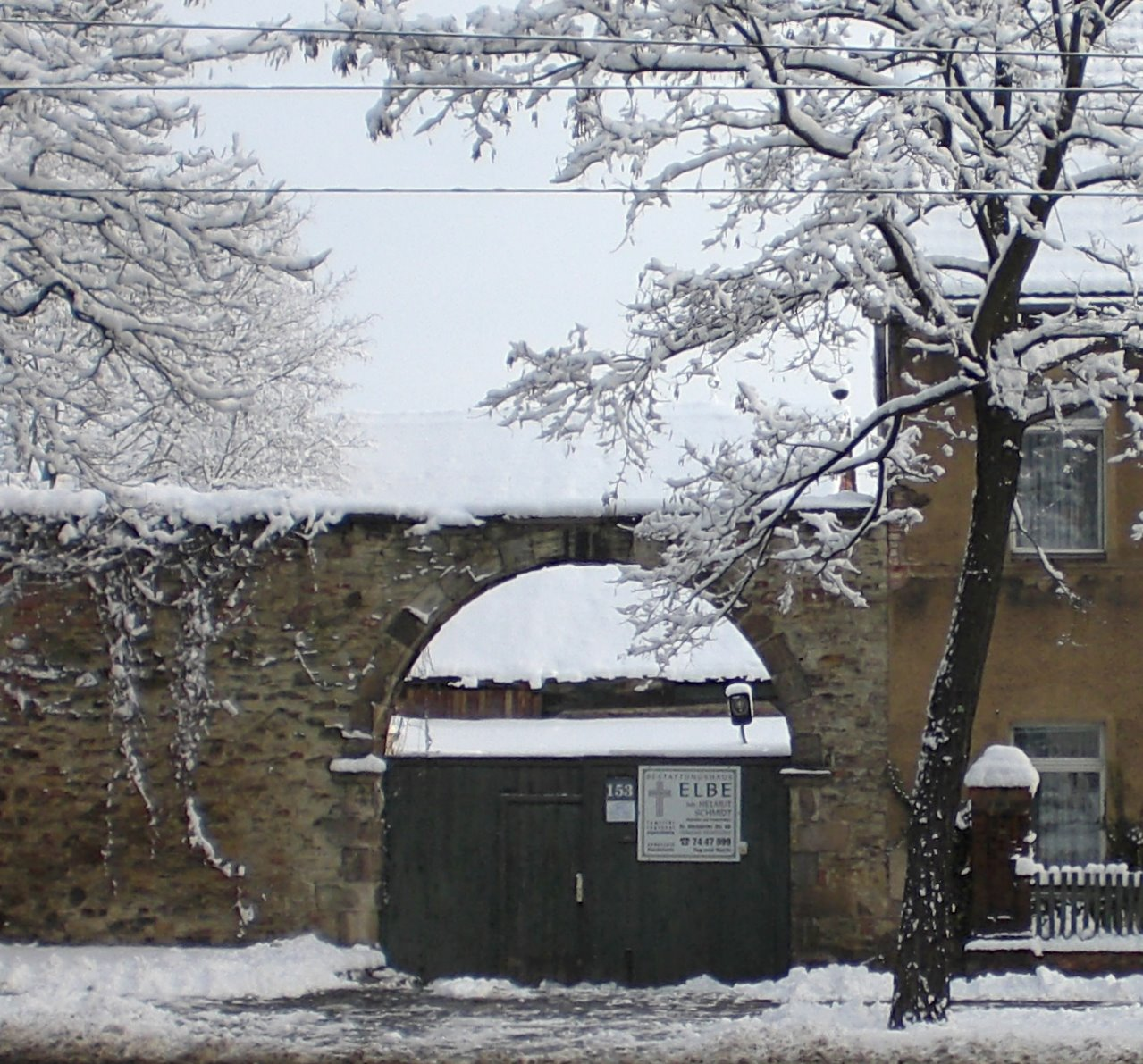
Nördliches Hoftor im Winter

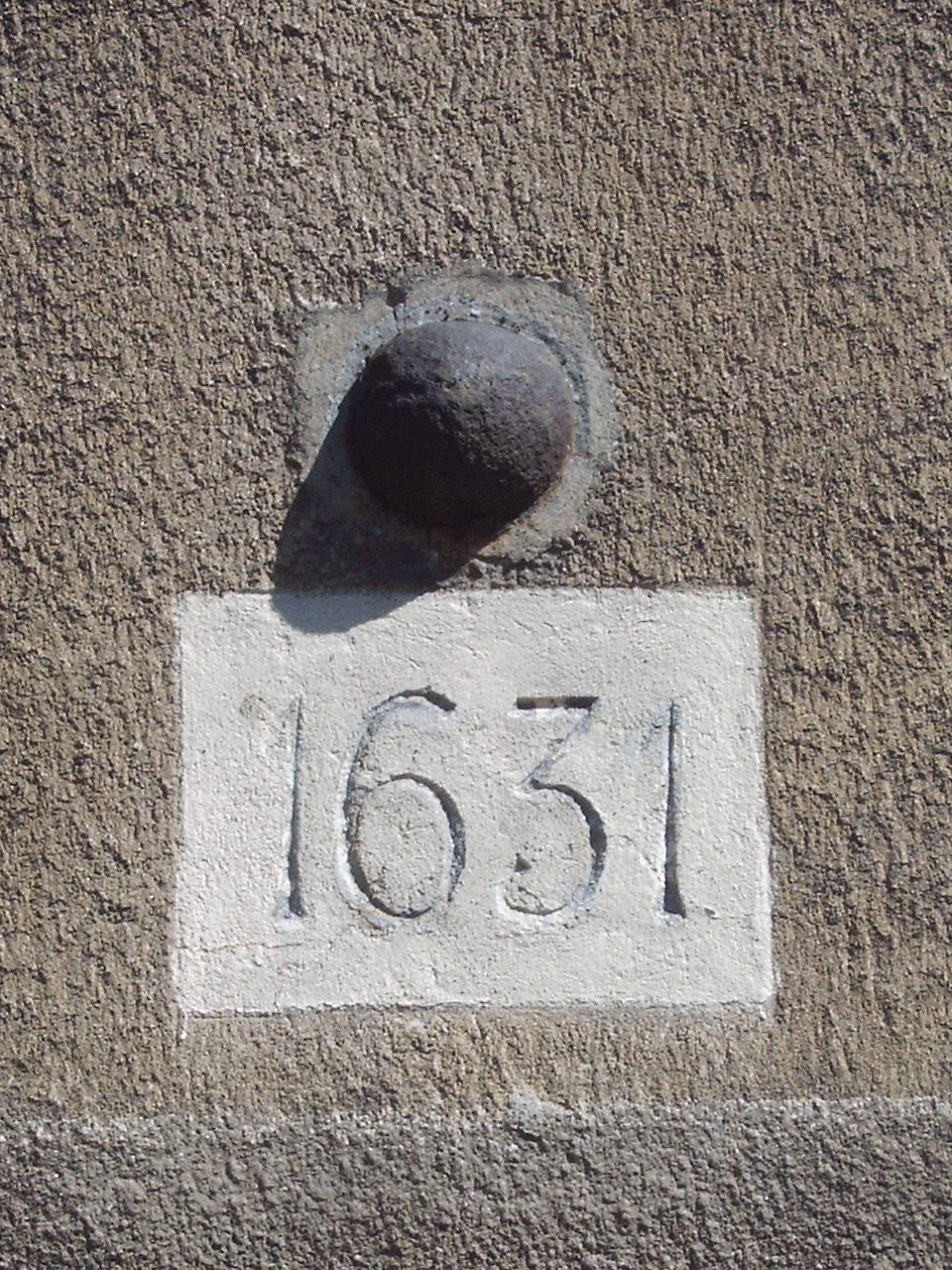
Kanonenkugel in der Fassade

Der Weibezahlsche Hof ist ein unter Denkmalschutz stehendes ehemaliges Bauerngehöft im Magdeburger Stadtteil Westerhüsen.

## Geschichte und Architektur
Der Bauernhof entstand etwa um das Jahr 1600. und wurde als Freihof und später Stöfflerscher Hof bezeichnet, wobei die heute noch vorhandene Bebauung später entstanden sein dürfte. So wird der Bau des heute noch vorhandenen zweigeschossigen Wohnhauses auf das Jahr 1859 datiert. Andere Quellen gehen von einer Entstehung etwa im ersten Drittel des 19. Jahrhunderts aus. Das Wohnhaus wurde in verputztem Bruchsteinmauerwerk ausgeführt. Das direkt an der Hauptstraße Alt Westerhüsen (Hausnummer 153) gelegene Gebäude hat an beiden Seiten zur Hauptstraße hin jeweils einen großen Torbogen als Zufahrten zum Hof.
Bemerkenswert ist eine in die Fassade eingemauerte Kanonenkugel, die möglicherweise vom Vorgängerbau übernommen wurde. Ein Inschriftenstein trägt dort die Jahreszahl 1631. Die Kanonenkugel erinnert daran, dass der Feldherr Johann T’Serclaes von Tilly in diesem Hof bei der Belagerung und Zerstörung Magdeburgs im Jahr 1631 zeitweise sein Hauptquartier hatte. Zwei weitere Kanonenkugeln befanden sich ursprünglich auf den Wirtschaftsgebäuden. Es sind mehrere Briefe Tillys überliefert, die in dieser Zeit entstanden sind. Am Abend des 9. Mai 1631 wurde hier von Tilly der Kriegsrat abgehalten, auf dem der Sturm auf Magdeburg, der zur Zerstörung der Stadt führte, für den 10. Mai festgelegt wurde. Am 5. Juni 1631 zog Tilly dann aus Westerhüsen wieder ab.
Am 30. August 1669 pachtete Martin Friedrich Curio, Pfarrer an der Westerhüsener Sankt-Stephanus-Kirche das damalige Freigut für sechs Jahre von Peter Biltzing. Nachdem der Brauer und Bürger Magdeburgs, Johann Stoeffler, am 16. Januar 1710 die Tochter eines Bürgermeisters aus Alsleben geheiratet hatte, erwarb er das Freigut samt anderthalb Hufe Acker und richtete eine Branntweinbrennerei ein. Darüber hinaus erwarb er den in der heutigen Kieler Straße 4 ursprünglich befindlichen zweieinhalb Hufe umfassenden Hof. Vermutlich wurden von der Familie Stoeffler im Laufe der Zeit noch weitere Ackerflächen hinzugepachtet. Er verstarb am 1. Oktober 1760. Sein am 4. August 1732 geborener Sohn Johann Andreas Stoeffler heiratete am 20. November 1760 die Tochter eines Schönebecker Amtmanns. Er übergab den Hof 1792 an seinen am 17. September 1761 geborenen einzigen Sohn Johann Gottfried Stoeffler, der ab 1820 Bürgermeister Westerhüsens war. Von Johann Gottfried Stöffler ist belegt, dass er am 7. Oktober 1788 den Brocken im Harz bestieg und sich in das Brockenstammbuch eintrug.
Am 30. Mai 1809 kam es, wohl unmittelbar vor der Tür des Hofs, zu einem Unglücksfall. Beim Durchzug französischer Truppen löste sich von einem quer auf einem Wagen liegenden Gewehr ein Schuss und traf die elfjährige Katharine Elisabeth Wedenstedt, die gerade vor der Tür des Adjunkten Stoeffler stand. Der Schuss ging durch die rechte Lende des Mädchens. Das Mädchen überlebte, blieb aber hinkend. Johann Friedrich Wedenstedt, der Vater des Mädchens, konnte die 40 Taler Kosten der langwierigen Behandlung nicht aufbringen. Nachdem die Behandlungskosten auf 33 Taler und 10 Groschen ermäßigt worden waren, wurde die Hälfte des Betrages durch eine Sammlung aufgebracht. Vom weiteren Lebensweg des Kindes ist überliefert, dass sie 1822 einen Mann aus Görzke heiratete.
Johann Gottfried Stoeffler gab die Brennerei nach einiger Zeit auf. Vermutlich errichtete er in dieser Zeit den älteren südlichen Teil des heutigen Gebäudes. Johann Gottfried Stoeffler verstarb am 3. Dezember 1835. Der Hof wurde von seinem am 14. November 1803 geborenen Sohn Johann Wilhelm Christoph Stoeffler übernommen. Er ließ 1836 die noch heute bestehenden großen Torbögen bauen und vergrößerte die Wirtschaft erheblich. Er erwarb weitere fünf Höfe und gliederte die Ackerflächen in seinen Hof ein. Nach der für ihn günstig verlaufenden Separation besaß er 474 Morgen Land. Nach dem Tode seines einzigen Sohnes verpachtete er jedoch zunehmend Ackerflächen an die Zuckerfabrik. Stoeffler verstarb am 8. Februar 1882. Der Hof wurde durch seinen Schwiegersohn Ernst Weibezahl weiter geführt, auf den der Name des Objekts zurückgeht. Er riss einen großen Teil der Wirtschaftsgebäude ab.